# Javier Muguerza
Javier Muguerza Carpintier (1936-2019) fue un filósofo español dedicado a la docencia universitaria. Discípulo de José Luis López Aranguren y José Ferrater Mora, y autor de La razón sin esperanza en 1977. En 1990, fundó la revista de filosofía moral y política Isegoría.

## Biografía
Alumno en Madrid del Colegio Estudio, se doctoró en Filosofía por la Universidad Complutense de Madrid en 1965 con la tesis La filosofía de Frege y el pensamiento contemporáneo, que fue dirigida por el catedrático Ángel González Álvarez.
Comenzó su carrera docente como ayudante de José Luis López Aranguren en la cátedra de Ética de la Facultad de Filosofía y Letras de la Universidad de Madrid y pasó a encargarse, tras la expulsión de Aranguren, de las enseñanzas de Fundamentos de Filosofía en la Facultad de Ciencias Políticas y Económicas de la misma universidad, hasta la creación de la Universidad Autónoma de Madrid, en la que enseñó varios años. Obtuvo en 1972 la cátedra de Fundamentos de Filosofía en la Universidad de La Laguna en Tenerife, Islas Canarias, y en 1977 la de Ética y Sociología de la Universidad Autónoma de Barcelona. Posteriormente fue cofundador y primer director del Instituto de Filosofía del Consejo Superior de Investigaciones Científicas (1986-1990) y en 1990 fundó con un nutrido equipo la revista de filosofía moral y política Isegoría, de la que ofició de director durante más de veinte años.
Catedrático de Ética en la Universidad Nacional de Educación a Distancia (UNED) de Madrid (1979-2006), de la que en sus últimos años fue profesor emérito. El rectorado de la UNED convocó en 2022 en su honor el "Premio Javier Muguerza de investigación en filosofía". El 9 de marzo de 2007, fue investido doctor honoris causa por la Universidad de La Laguna. Ese mismo año, y a modo de homenaje, se publicó el libro colectivo Disenso e incertidumbre. Entre las más de veinte tesis doctorales que dirigió a lo largo de su trayectoria docente se encuentran las de Ludolfo Paramio, José Francisco Álvarez, Amelia Valcárcel, Amparo Gómez, Ángel Rivero, Juan Carlos Velasco, Antonio Valdecantos, Javier Gomá, Jorge Urdánoz, Sonia Arribas, Sonia E. Rodríguez, Jesús Rodríguez Zepeda, Gabriel Bello,  José María Chamorro,  Antonio Gimeno, María Luisa León, Mariano Melero, Javier Méndez, Isabel Sancho, Pedro Sánchez Limiñana, Ana Lucas, Manuel Vasco. 

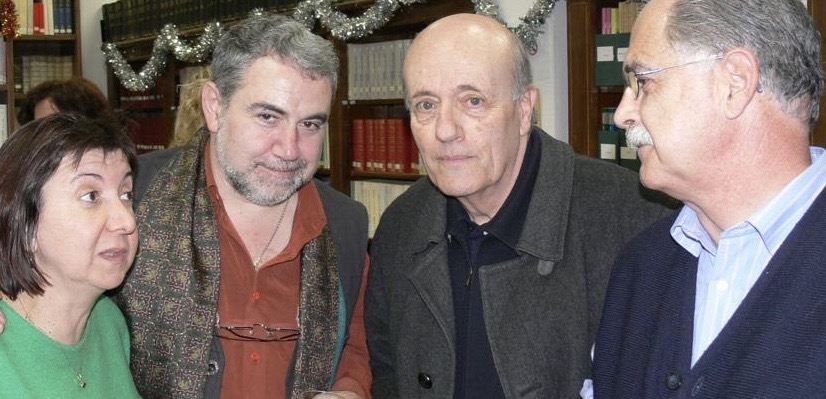
Javier Muguerza en 2006 con algunos miembros del equipo de la revista Isegoría: Concha Roldán, Roberto R. Aramayo, y Paco Maseda

Alcanzó notoriedad en los círculos filosóficos con la publicación, en 1977, de su obra La razón sin esperanza y sus trabajos se enmarcan dentro del ámbito del pensamiento analítico como deja claro con su compilación La concepción analítica de la filosofía, publicada en 1974.
Tradujo varios trabajos de Bertrand Russell (La filosofía del atomismo lógico, Ensayos sobre lógica y conocimiento) e hizo una crítica a la razón práctica que defendían George E. Moore y John Rawls.
Mostró la contradicción que existe en el mundo moderno entre la ética y la razón, que, basándose en la crisis de la ilustración y sus valores, muestra la dimensión de la filosofía marxista. Esto quedaría reflejado en su obra "La alternativa del disenso" (1988) que fue incluida en el volumen colectivo dirigido por Gregorio Peces-Barba El fundamento de los derechos humanos.
Muguerza definía la perplejidad como una opción existencial que llega a tener orientaciones utópicas. Esto lo reflejó en su Desde la perplejidad (1990), que surgió del camino recorrido entre la razón cerrada sobre sí y la razón comunicativa de Jürgen Habermas.

## Pensamiento kantiano
El razonar de Muguerza dejaba entrever la veta kantiana que lo atravesaba. Las tres Críticas de Muguerza, Crítica de la razón analítica, Crítica de la razón dialógica y Crítica de la razón onírica, muestran que el hilo conductor entre ellas está basado en Kant al igual que su Imperativo a la disidencia. Renueva los pensamientos kantianos y plantea, nuevamente, sus interrogantes. Las respuestas dadas no son interesantes, lo son las que están por dar y la apuesta por la utopía. Figura influyente en la renovación del pensamiento colectivo español como transmisor de trabajos publicados en otras lenguas sobre filosofía analítica, filosofía crítica, y las corrientes morales y políticas que se desarrollaban en Europa, aun sin perder de vista las publicaciones en español, la visión de la ética que desarrolló Muguerza dio más importancia al disenso que al acuerdo, a la rebeldía que a la sumisión.[cita requerida]

## En diálogo con la obra de Habermas
Desde la década de 1970, Muguerza dio muestra de un interés crítico por la obra de Jürgen Habermas, una persistente inclinación no exenta de razonadas discordancias, como no podría ser de otro modo para alguien que teorizó largamente sobre el valor epistémico y moral del disenso. No fue el primer filósofo español en interesarse por el pensamiento habermasiano, ni tampoco el que más estrechamente empatizó con ella, pero contribuyó sin duda como nadie a situarle como referencia imprescindible en el panorama contemporáneo de la filosofía práctica española. El programa filosófico de Muguerza está centrado en la defensa de una racionalidad postkantiana, alejada tanto de la tradición filosófica escolástica como del cientificismo positivista. Y en ese programa, Habermas se encuadra sin grandes estridencias. Aunque en su acercamiento a los textos habermasianos Muguerza no ocultó su escepticismo, su nítida actitud crítica se conjugó con la elaboración de una propuesta alternativa, algo poco usual entre los críticos españoles del filósofo germano.

## Su obra

### Libros
- La concepción analítica de la filosofía (1974)
- La razón sin esperanza (1977)
- La alternativa del disenso (1988)
- Desde la perplejidad. Ensayos sobre la ética, la razón y el diálogo (1990)
- Ethik der Ungewissheit  (Verlag Karl Alber Freiburg/München) (1990)

##### Inéditos mencionados por Javier Muguerza
- Decir que no. Ensayo sobre la relevancia ética de la negación
- Sueños de la razón, razones de los sueños
- Diez filósofos y la ética
- El adiós del desobediente (una relectura póstuma de la obediencia al derecho de Felipe González Vicén)
- El derecho y su revés (ensayo sobre ética y filosofía del derecho)
- El pulso de la ética
- La ética a la intemperie. Acerca del uso moral de la razón
- A ciencia incierta